# Église de la Dormition de la Théotokos (Asklipiío)
Pour les articles homonymes, voir Église de la Dormition-de-la-Mère-de-Dieu.
L’église de la Dormition de la Théotokos est un lieu de culte situé dans le village d’Asklipiío sur l’île de Rhodes en Grèce. L’édifice actuel a été construit dans la seconde moitié du XIVe siècle et a été agrandi au milieu du XIXe siècle. Il conserve des peintures murales des XVe et XVIIe siècles, et notamment un cycle de l'Apocalypse daté de 1676-1677, unique en son genre dans le Dodécanèse à cette époque.

## Construction
L'église actuelle a connu deux phases de construction. Elle est construite dans la seconde moitié du XIVe siècle, probablement sur le site d'une précédente église selon Ioannis Volanakis. Angeliki Katsioti date quant à elle son édification du XVe ou XVIe siècle. L'église adopte la forme d'une croix à coupoles longue de 15,33 m et large au niveau du transept de 14,20 m. Au milieu du XIXe siècle, l'église est agrandie par deux extensions.

### Phase 1

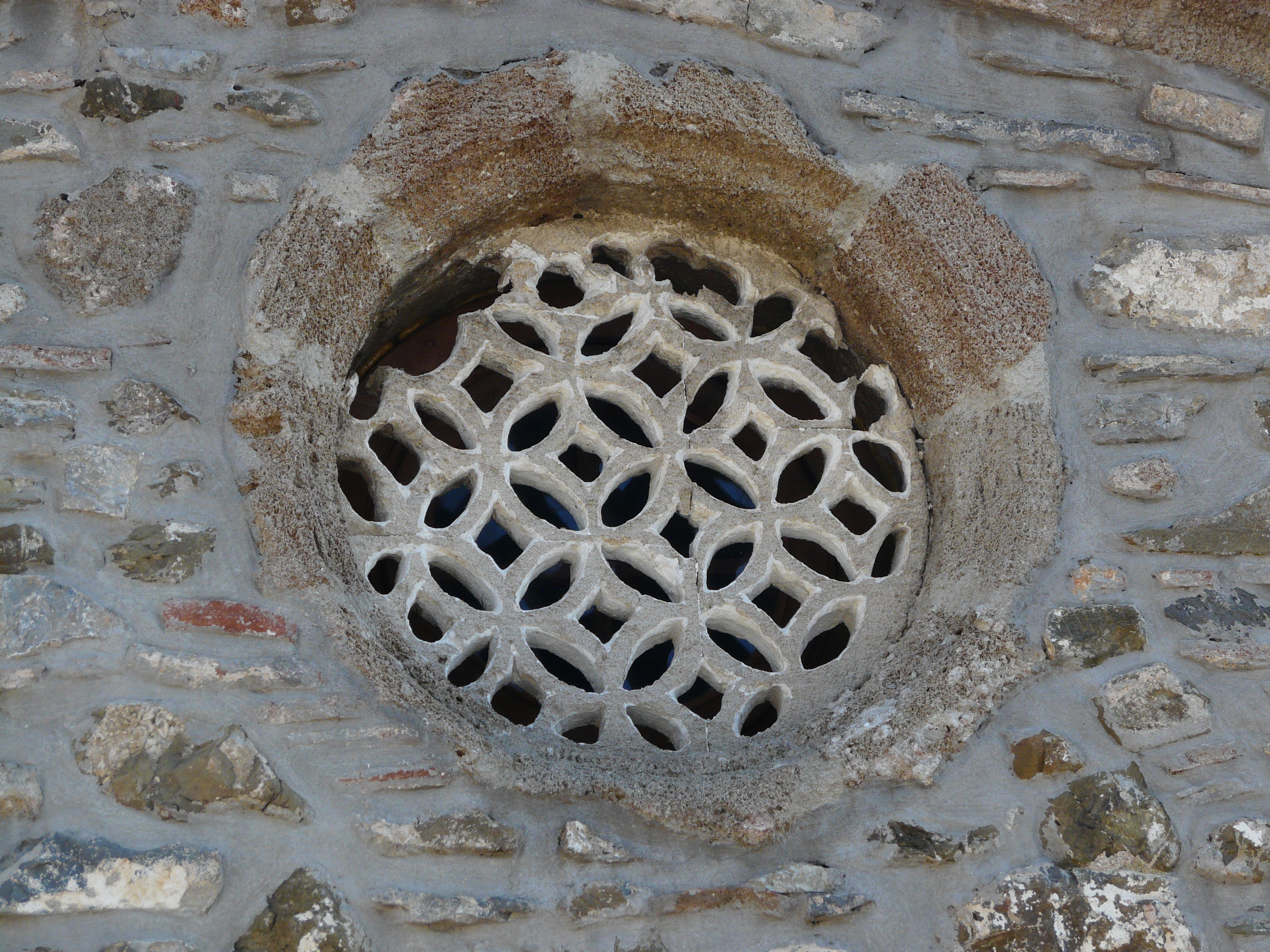
Fenêtre circulaire.

Le bras oriental, long de 3,80 m et large de 2,10 m, se termine par une abside demi-circulaire percée en son milieu par une fenêtre rectangulaire. Le bêma ou sanctuaire occupe la totalité de ce bras. Il séparé du reste de l'église par une iconostase en bois. Un renfoncement dans le coin nord-est du bras sert de prothésis. L'autel se trouve au milieu du sanctuaire. Il prend la forme d'une table de pierre rectangulaire disposée sur une colonne de marbre gris paléochrétienne. Celle-ci est gravée d'une croix dont les bras sont aplatis à leur extrémité. Un ciborium de bois à coupole surmonte l'autel.
Les bras sud et nord sont à l'origine longs de 3,90 m et larges de 3,83 m. Le mur sud du bras sud et le mur nord du bras nord étaient percés d'une porte sous arc. Ces portes sont murées dans un second temps pour ne plus laisser place qu'à une fenêtre. Le bras ouest, long de 8,85 m et large de 3,35 m, est terminé par une porte sous arc. Au-dessus de la porte, une plaque de tuf armoriée datant du temps de l'Ordre de Saint-Jean de Jérusalem à Rhodes a été gravée récemment de la date 1060. Un autre bloc de pierre de taille à l'extérieur de la façade ouest porte l'inscription 1222. Ces dates paraissent refléter d'anciennes traditions concernant les dates de construction d'églises ayant précédé sur le même lieu l'édifice actuel. Deux portes murées sont perceptibles sur les faces intérieures des murs sud et nord du bras ouest.
L'église est couverte de voûtes en maçonnerie enduites extérieurement de mortier hydraulique. Elles ont été récemment couvertes de tuiles creuses pour une meilleure résistance aux conditions climatiques et pour protéger les peintures de l'humidité. La croisée du transept est surmontée d'un dôme d'un diamètre interne de 4 m enserré dans une maçonnerie octogonale. Quatre fenêtres à arc brisé orientées selon les quatre points cardinaux amènent de la lumière.

### Phase 2
Des extensions rectangulaires sont ajoutées de part et d'autre du bras ouest, probablement au milieu du XIXe siècle, pour répondre aux besoins d'espace. Une plaque près de l'entrée de l'addition nord-ouest donne la date de 1856. Une porte sous arc est ajoutée sur le côté ouest du bras sud de l'église. À proximité, les dates 1866 et 1877 sont gravées.
Le mur sud du bras ouest ouvre sur l'annexe sud-ouest. Il se pourrait qu'une ancienne porte sous arc brisé obstruée ait été réutilisée. Elle se situe en face d'une porte murée du mur nord de ce bras. Cette annexe de 7,58 m par 3,34 m de dimensions internes est surmontée d'une voûte à croisée d'ogives d'art gothique tardif enduite extérieurement de mortier hydraulique. Pour unifier la façade avec le bâti plus ancien, deux portes ont été aménagées au milieu des côtés ouest — sous arc — et est. Deux fenêtres sous arc brisé au style caractéristique de la fin de la période ottomane percent la façade sud.
L'annexe nord-ouest mesure intérieurement 7,27 m par 3,77 m. Sa construction est identique à l'autre annexe à ceci près qu'un couloir a été créé au milieu du côté est. Deux portes ouvrent dans le côté sud et une porte sous arche dans le côté ouest. Deux fenêtres sous arc brisé perforent le mur nord.
Le sol de la totalité de l'édifice, annexes comprises, est couvert de galets arrondi.

## Les peintures murales
Les peintures murales conservées appartiennent à trois périodes différentes. Les plus anciennes, non datées précisément, peut-être du XVe siècle, apparaissent dans le bras ouest. Une seconde phase de peinture généralement bien préservée est datée de 1676 et 1677 par des inscriptions. De nouvelles inscriptions, datées de décembre 1930, calent chronologiquement des repeints partiels et une composition au tympan de l'arche du bras ouest.

### Iconographie du bras ouest

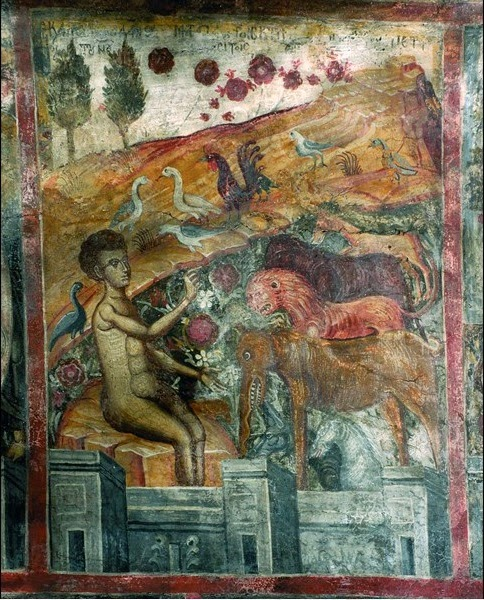
Adam nommant les animaux dans le bras ouest.

Des motifs ornementaux ornent le sommet de la voûte. De part et d'autre s'observent des scènes de la Genèse, depuis la création du Monde jusqu'à l'épisode de Dieu maudissant Caïn. Le reste de partie sud et le mur sud sont couverts, de haut en bas, de scènes relatives aux Douze Grandes Fêtes, de scènes concernant majoritairement l'enfance de la Vierge, de représentations de saints pauvres en buste ou en pieds. La partie inférieure nord de la voûte et le mur nord sont également décorés en trois zones. La zone supérieure commence avec la figure du prophète Malachie et se poursuit avec des épisodes de la Passion du Christ. La zone intermédiaire rassemble des scènes bibliques sans thématique commune. Sept saints sont illustrés sur la zone inférieure. Ils suivent la scène qui se déroule sur le mur de fond du bras. Les arches qui débutent et terminent le bras comportent des figures de saints.
Le mur de fond du bras a pour thématique la Parousie. La zone supérieure figure un Christ en gloire, sur un trône, prêt à juger, entouré d'anges, mais aussi de la Vierge et de saint Jean le Baptiste priant pour la race humaine. Au-dessous, les douze apôtres jugent les douze tribus d'Israël. Une troisième bande représente la pesée des âmes avec au centre la balance, à gauche, la résurrection des morts et, à droite, un monstre avalant les pêcheurs. Au bas du mur, au sud de la porte, sont peints les Justes et, au nord de la porte, les actes des Hommes en train d'être passés en revue.

### Iconographie du bras nord

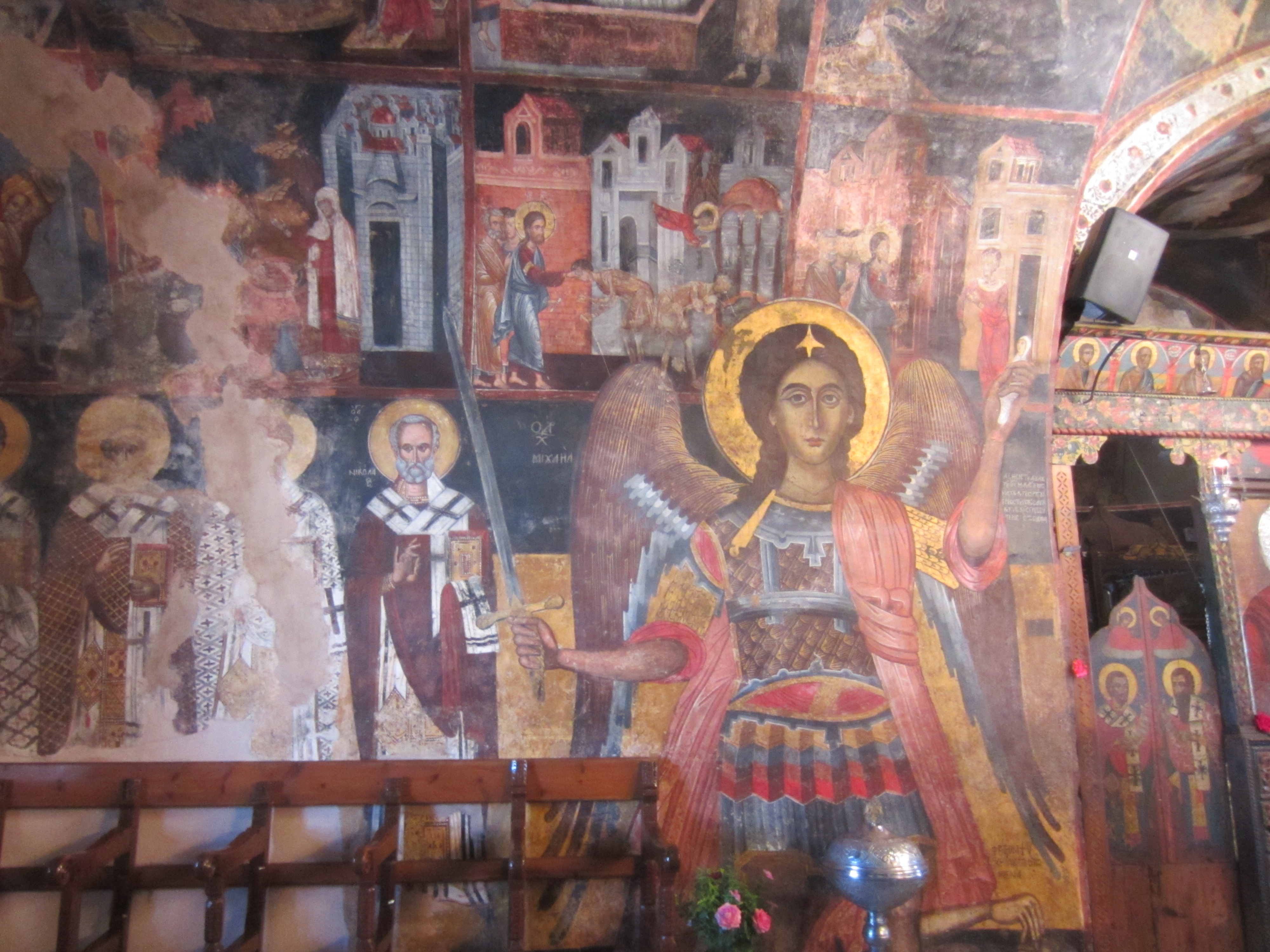
Vue d'une partie du mur est du bras nord.

La partie supérieure de la voûte du bras nord est couvert de motifs ornementaux de part et d'autre desquels se trouve une bande avec douze bustes de saints en médaillons. La partie inférieure est et le mur qui la supporte sont divisés de haut en bas en trois zones. La zone supérieure est peinte d'épisodes suivant l'Ascension, la deuxième de scènes de miracles du Christ et la dernière de figures de saints religieux et de l'Archange Michel. Le reste de la partie ouest de la voûte et le mur correspondant sont séparés en trois bandes. La bande supérieure figure quatre épisodes relatifs aux Douze Grandes Fêtes, celle médiane, des scènes de la Parabole du bon samaritain, celle inférieure huit saints moines. Le mur de fond du bras est peint du Massacre des Innocents et, au-dessous, de quatre saints.

### Iconographie du bras sud

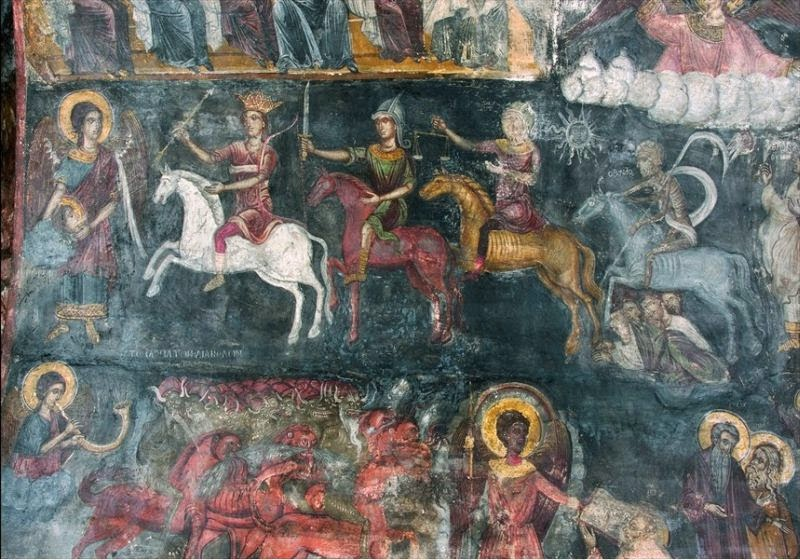
Les quatre cavaliers de l'apocalypse, dans le bras sud.

Les surfaces sont peintes de scènes tirées de l'Apocalypse de saint Jean. Sur la partie supérieure de la voûte, Dieu est assis sur un trône entouré de séraphins et des vingt-quatre vieillards. Sur la partie inférieure et les murs latéraux prennent place de nombreux personnages dont les cavaliers de l'Apocalypse, des anges et des Justes. Dans la moitié ouest du bras, des inscriptions des XVIIIe et XIXe siècles mentionnent des noms de défunts au sujet desquels leurs proches demandent une intercession divine. Le mur du fond du bras figure en partie supérieure la Dormition avec l'incident dû à Jephonias. La partie inférieure représente les saints Grégoire de Nazianze, Basile de Césarée, Jean Chrysostome et les quarante martyrs de Sébaste.

### Iconographie de la croisée du transept
Le dôme de la croisée du transept accueille le Christ Pantokrator. Au-dessous, des anges servent d'intercesseurs entre Dieu et les Hommes et de messagers de Dieu. Une bande au-dessous figure seize prophètes de l'Ancien Testament avec des extraits de leurs prophéties, pour la plupart relatives à la naissance du Christ et au salut de l'Humanité. Les quatre pendentifs sont ornés des quatre évangélistes et de leur symbole.

### Iconographie du bras est
La portion de voûte au-dessus de l'autel, à l'entrée du bras, est peinte de l'Ascension sous les yeux des apôtres, de la Vierge et d'archanges. Le Christ est figuré dans un cercle tenue par six anges et représentant la sphère céleste. Dans une bande peinte, en limite de l'abside, est figurée l'Annonciation avec l'Ange et la Vierge se faisant face, chacun sur un mur, et au sommet le Mandylion. Au-dessous, sur le mur sud, apparaît l'Hospitalité d'Abraham, qui symbolise la Trinité, les saints Laurent de Rome, Athanase d'Alexandrie, Cyrille de Jérusalem et Jean. Sur le mur nord se trouve le Sacrifice d'Abraham, saint Étienne, peut-être saint Spyridon de Trimythonte, et l'Homme de douleurs.
Une Vierge à l'Enfant assise sur un trône, entourée par deux anges, prend place dans la partie centrale de l'abside. Au-dessous sont figurés les apôtres communiant autour d'un autel à côté duquel officie, dédoublé, le Christ en Grand prêtre, offrant son corps et son sang. La scène a été repeinte sans grand soin en 1930. Sur les murs soutenant l'abside, six saints religieux identifiés par des inscriptions sont figurés officiant de part et d'autre d'une niche en forme d'autel, au fond de laquelle est peinte une coupe de vin, une miche de pain et la bible. Les saints sont, du nord au sud, Euthyme le Grand, Grégoire de Nazianze, Jean Chrysostome, Basile de Césarée, Hypatios d'Éphèse et Hermolaos.

### Trois phases de peintures

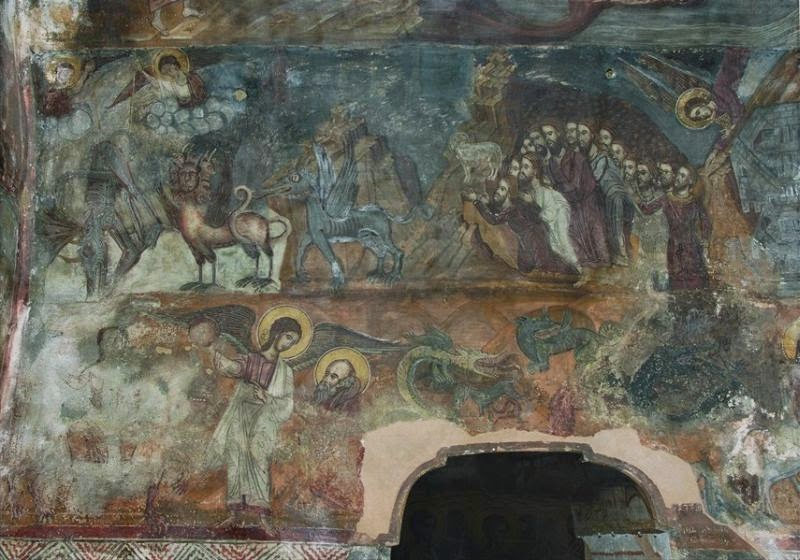
Adoration de l'Agneau, scène de l'Apocalypse sur le mur du fond du bras ouest.

Des traces des peintures les plus anciennes, peut-être datées du XVe siècle, se devinent sur le mur sud de l'abside. Des scènes du programme iconographique originel apparaissent sous d'importants repeints dans la section ouest du bras ouest. De bonne facture, ces peintures sont réalisées dans la tradition byzantine, même si quelques influences occidentales, conséquence de l'appartenance de Rhodes à l'Ordre de Saint-Jean de Jérusalem, sont perceptibles. Ces dernières se reconnaissent dans le choix de la technique et de scènes figurant la Création du Monde et de l'Homme ou dépeignant la vie du Christ.
En 1676 et 1677, les anciennes peintures, en mauvais état, sont recouvertes ou retouchées par le peintre Michael, un prêtre de Neochori sur l'île de Chios, commissionné par des prêtres de la paroisse d’Asklipiío, ainsi que l'indiquent des inscriptions. L'abside reçoit de nouvelles peintures apposées sur une couche de mortier. Les autres parties de l'église, moins dégradées, sont directement repeintes là où la couche picturale est détruite, ou simplement retouchées lorsque les manques sont localisés. Ces peintures sont de style post-byzantin.
Le cycle de l'Apocalypse qui occupe le bras sud est unique dans l'iconographie religieuse de la région. Il est l'un des plus anciens de Grèce et diffère par sa localisation, une église paroissiale et non pas un établissement monastique. Les thèmes apocalyptiques, à l'exception notable de l'icône de Thomas Bathas (vers 1596) ne sont pas connus dans le Dodécanèse. Les informations manquent pour déterminer si le peintre Michael de Neochorio s'est installé à demeure sur Rhodes ou si sa présence n'a été que passagère. À cette époque, les peintres de Chios, alors île de haute culture et d'une grande liberté religieuse, sont très recherchés. Michael de Neochorio possède une bonne érudition comme l'indiquent ses inscriptions correctement orthographiées et l'étendue du programme iconographique. Celui-ci, ainsi que les autres réalisations du peintre dans l'église, se distinguent par l'absence de toute propagande contre l'Occident catholique, les Turcs et les infidèles en général ou le conflit entre l'Église romaine et le protestantisme. Approuvé par les donateurs, ce choix résulte d'une volonté de conciliation ou d'un positionnement idéologique au-dessus des comparatismes. Le style de ce cycle est pleinement assimilé à la tradition byzantine. Il rejette donc le réalisme et traduit rarement l'influence occidentale, d'où est originaire la thématique, transmise par des gravures, ou le fait qu'il ait été réalisé durant l'occupation ottomane. Il n'a pas non plus été influencé par les productions sur le même thème réalisées au Mont Athos à la même époque.
Plusieurs travaux ont été réalisés dans la première moitié du XXe siècle. Une inscription datée de 1930 témoigne de repeints réalisés par un certain Basilios S. Papadopoulos, originaire de Bour(d)ourion en Asie Mineure. Une grande partie de la décoration murale a alors été repeinte. La voûte de l'abside a ainsi été entièrement refaite. Cette intervention a été réalisée sans sens artistique et a causé beaucoup de dommages. Une réfection a également été réalisée après la Seconde guerre mondiale sur les murs du bêma.

## Le mobilier
L’iconostase en bois sculpté en bas-relief et peint date probablement du milieu du XVIIIe siècle. Le décor est réparti en cinq registres. La partie supérieure représente comme usuellement sur ce genre de meuble, le Christ sur la croix entouré à droite de la Vierge et à gauche de saint Jean. La zone au-dessous, très abîmée, figurait des prophètes de l'Ancien Testament et un rinceau de vigne. Dans la zone centrale, Jésus Christ avec à sa droite la Vierge et à sa gauche saint Jean le Baptiste est encadré par deux groupes de six apôtres. Chaque personnage est disposé sous un arc. Au-dessous, dans un avant-dernier registre, se retrouvent trois icônes religieuses en bois peint encastrées dans le meuble. Ce sont, de gauche à droite, la Vierge Hodigitria, Jésus Christ en tant que « Grand et Haut prêtre » ainsi que l'identifie une inscription, et saint Jean le Baptiste. Le haut de deux portes permettant l'accès au bras oriental isolent la Vierge du mur à gauche et des deux personnages à droite. Dans la partie supérieure de la porte centrale, dite porte royale, apparaît une Vierge à l'Enfant et un ange tenant les instruments de la Passion. Sur la porte de gauche est peint deux anges et au-dessous saint Jean Chrysostome et saint Basile de Césarée. Le registre inférieur, qui est aussi le plus haut, comprend la partie inférieure des portes et du bâti du meuble. Ce dernier est orné de panneaux de bois sculpté de rinceaux végétaux. À ce niveau, sur la porte royale, est identifiable de haut en bas, Jésus Christ en Grand Prêtre dans un petit médaillon, une Annonciation, les apôtres Pierre et Paul.
Le trône de l'évêque est situé dans le coin sud-ouest du naos, ce que le rend visible de tous. Ce meuble en bois, avec dossier et accoudoirs, est sculpté d'une grande variété de motifs en bas-relief et notamment des losanges, des rosettes, des nœuds et des pousses végétales stylisées avec des feuilles et des fleurs. Les extrémités des accoudoirs sont sculptées d'une tête de lion, symbole de pouvoir, des ennemies du Christ et du diable.